# Cuscuta suaveolens
Cuscuta suaveolens é uma espécie de planta com flor pertencente à família Convolvulaceae. 
A autoridade científica da espécie é Ser., tendo sido publicada em Annales des Sciences Physiques et Naturelles, d'Agriculture et de l'Industrie, Publiées par la Société Royale d'Agriculture, etc., de Lyon. 3: 519–520. 1840.
O seu nome comum é cuscuta.

## Portugal
Trata-se de uma espécie presente no território português, nomeadamente em Portugal Continental.
Em termos de naturalidade é possivelmente introduzida na região atrás indicada.

## Protecção
Não se encontra protegida por legislação portuguesa ou da Comunidade Europeia.